# Eryngium vesiculosum
Eryngium vesiculosum är en flockblommig växtart som beskrevs av Jacques-Julien Houtou de La Billardière. Eryngium vesiculosum ingår i släktet martornar, och familjen flockblommiga växter. Inga underarter finns listade i Catalogue of Life.